# مسئله نوترینوی خورشیدی
مسئلهٔ نوترینوی خورشیدی (به انگلیسی: Solar neutrino problem) ناسازگاری و مشکلی بود که با پیشرفت دانش لرزه‌شناسی خورشیدی در دههٔ ۱۹۹۰، در مورد همخوانی دانسته‌های تازه و قدیمی تر دربارهٔ نوترینوهای خورشیدی به وجود آمد.
برخی مراحل از واکنش‌های زنجیرهٔ pp در مرکز خورشید، تولید نوترینو می‌کند. این نوترینوها به راحتی از میان لایه‌های خارجی عبور کرده، اطلاعاتی پیرامون شرایط مرکز خورشید را در اختیار اخترشناسان قرار می‌دهند.
در دههٔ ۱۹۷۰، زمانی که برای نخستین بار نوترینوهای خورشیدی رصد شد، دانشمندان دریافتند که تعداد آن‌ها تنها یک سوم تعداد پیش‌بینی شده‌است. این ناسازگاری را مسئلهٔ نوترینوی نامیدند.
در آزمایش‌های اولیه، تنها نوترینوهای تولیدی در شاخه‌های ppII و ppIII مشاهده شدند. فقط بخش اندکی از درخشندگی خورشید وابسته به این واکنش‌ها است، از این رو مشخص نبود که با این نتایج، عاقبت مدل‌های خورشیدی چه می‌شود.
در دههٔ ۱۹۹۰ نوترینوهای شاخهٔ ppI، یعنی شاخهٔ اصلی در زنجیرهٔ pp، رصد شدند. اگرچه در اینجا ناسازگاری با مدل‌های استاندارد اندکی کاهش یافت، اما مسئلهٔ نوترینو همچنان پابرجا بود.
شاید مشهورترین توضیح برای مسئلهٔ نوترینوی خورشیدی بر چیزی که نوسان‌های نوترینویی (Neutrino oscillation) نامیده می‌شود استوار است. بر اساس این توضیح، اگر نوترینو جرم کوچکی داشته باشد، یعنی حدود ۰/۰۱ الکترون‌ولت، یک نوترینوی الکترونی می‌تواند در مسیر حرکت از میان بخش‌های خارجی خورشید، به نوترینوی میونی یا تائوئی تبدیل شود. در آزمایش‌های نخستین، تنها نوترینوهای الکترونی مشاهده می‌شد که تنها بخشی از تمام نوترینوهای تولیدی بودند.
در سال ۲۰۰۱ نتایج آزمایش‌های انجام شده در کانادا و ژاپن اعلان شد. در این آزمایش‌ها، تعداد نوترینوی الکترونی و تعداد کل نوترینوهای رسیده از خورشید مورد اندازه‌گیری قرار می‌گرفت. شار کلی با پیش‌بینی‌های مدل استاندارد خورشید هم‌خوانی داشت و این در حالی بود که شار نوترینوی الکترونی با مقادیر کمتری که در اندازه‌گیری‌های اولیه نوترینو به‌دست آمده بود برابری می‌کرد. این نتیجه اثباتی بود بر وجود نوسانات نوترینوی خورشیدی که بر اثر آن، تعدادی از نوترینوهای الکترونی تولیدی در مرکز خورشید؛ پس از پراکنده شدن در فضا، به انواع دیگر تبدیل می‌شدند.
در حال حاضر می‌توان مسئله نوترینوی خورشیدی را حل‌شده دانست. این پاسخ یک پیروزی بزرگ برای مدل استاندارد خورشیدی به‌حساب می‌آمد و به‌وسیلهٔ آن وجود نوسانات نوترینویی نیز آشکار شد، چیزی که اثبات می‌کند نوترینو یک جرم کوچک ولی غیر صفر دارد. به نظر می‌رسد که مدل استاندارد فیزیک ذرات نیاز به بازنگری در برخی زمینه‌ها دارد.